# 第一秀
《第一秀》（英語：The One Show）是英國的一個雜誌風格直播電視節目，在每週一至週五的晚上7點在BBC one播出。第一秀現在的主持人是阿萊克斯·瓊斯（Alex Jones）和馬特·貝克（Matt Baker） 。此外週五的節目是一位嘉賓主持人和瓊斯共同主持。第一秀全年播出（但在聖誕期間會暫停兩週，在夏季會暫停四周）。每期節目時長30分鐘，週三會播出60分鐘。